# Adam Schall von Bell

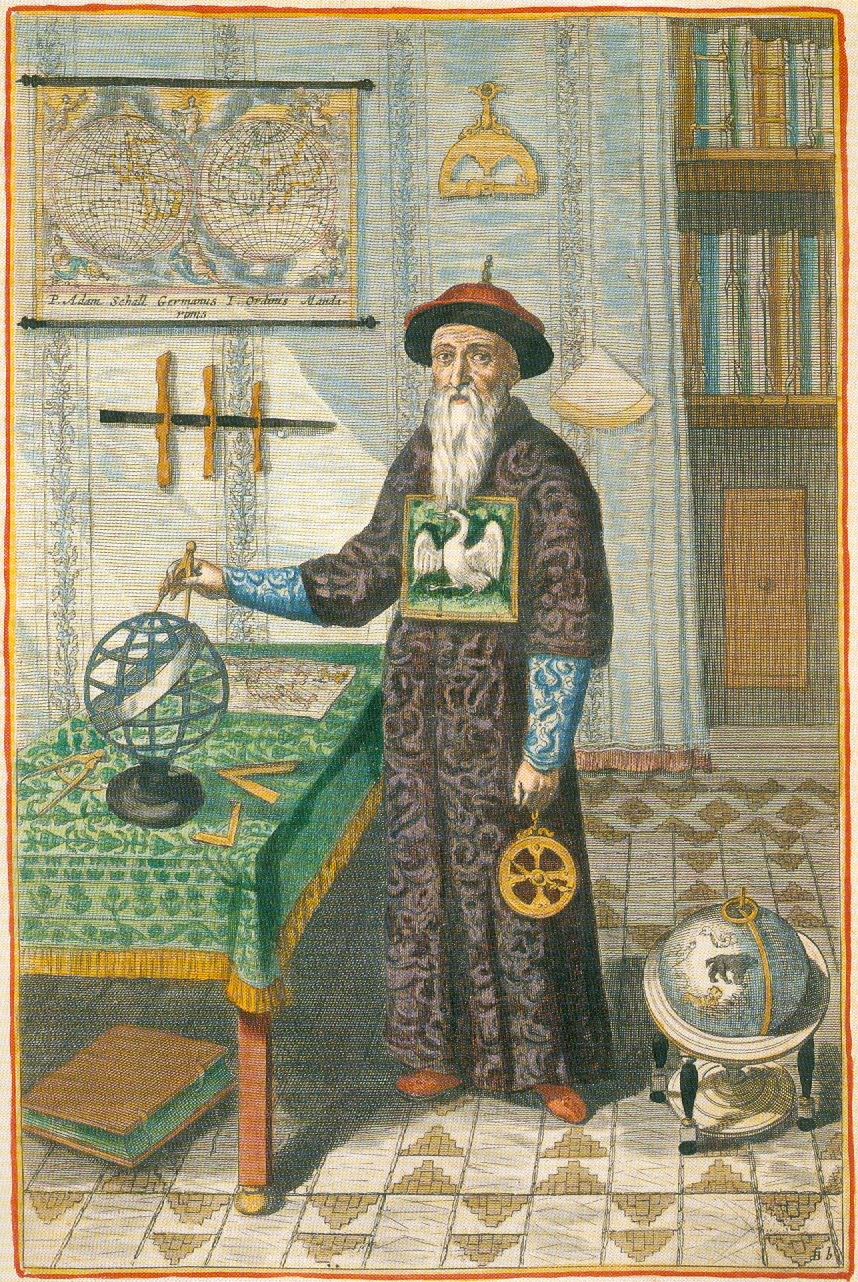
Adam Schall von Bell in einem Mandaringewand

Johann Adam Schall von Bell, SJ (chinesisch 湯若望 / 湯若望, Pinyin Tāng Ruòwàng; * 1. Mai 1592 wahrscheinlich in Lüftelberg oder Köln; † 15. August 1666 in Peking) war ein deutscher Jesuit, Wissenschaftler, Missionar und Mandarin am Hof des Kaisers von China.

## Leben

### Jugend und Ausbildung in Europa
Schall von Bell entstammte dem rheinischen Adelsgeschlecht von Schall zu Bell. Johann Adam war der zweite Sohn des Heinrich Degenhard Schall von Bell zu Lüftelberg und dessen vierter Ehefrau Maria Scheiffart von Merode zu Weilerswist. Seine Tante Gudula Scheiffart von Merode, die Schwester seiner Mutter, war mit Wilhelm Adolf von Kinzweiler zu Müddersheim verheiratet, seine Cousine Catharina ließ die Antoniuskapelle in Müddersheim erbauen.
Die Quellen nennen Lüftelberg (heute Teil der Stadt Meckenheim) bzw. Köln, wo die Familie am heutigen Neumarkt 47 ein Stadthaus unterhielt, als wahrscheinlichen Geburtsort. Vermutlich nach einem ersten Privatunterricht besuchte er in Köln das damals von Jesuiten geleitete Gymnasium Tricoronatum. Die Entscheidung, sich 1607 in Rom zu bewerben, um dort am Collegium Germanicum in erster Linie Mathematik und Astronomie zu studieren, könnte mit dem Ausbruch der Pest in Köln in Zusammenhang stehen. Jedenfalls schickten ihn seine Eltern alsbald nach Rom, obwohl die Bewerbung wegen des noch jugendlichen Alters Adams für ein Jahr zurückgewiesen worden war. In Rom ermöglichte dann eine Vermittlung den verfrühten Zugang zu dem Collegium.
Schall absolvierte die Ausbildung am Collegium und trat 1611 in Rom in den Jesuitenorden ein. Nach dem Noviziat wechselte er 1613 an das Collegio Romano; dort studierte er Theologie, aber auch weiterhin Mathematik und Astronomie, insbesondere bei Christoph Grienberger.

### Überfahrt nach Macau
Eine Gruppe von Jesuiten unter der Leitung des Prokurators Nicolas Trigault trat am 17. April 1618 von Lissabon aus eine Reise nach China an, wo der Orden in Peking eine Missionsniederlassung unterhielt. Zu der Reisegruppe gehörten der aus der Nähe von Konstanz stammende Galilei-Schüler Johannes Schreck (latinisiert: Johannes Terrentius; 1576–1630), der Mailänder Giacomo Rho (1592/1593–1638), der aus dem böhmischen Kaaden stammende Wenzel Pantaleon Kirwitzer (1588–1626) und Adam Schall. Sie reisten auf dem Schiff Bom Jesus (Der gute Jesus) unter dem Kapitän Johann Suarez Enriquez (bis zu dessen Tod im August 1618). Insgesamt waren zu Beginn der Reise 636 Menschen an Bord, darunter 22 für China bestimmte Missionare. Nach der Umsegelung des Kaps der guten Hoffnung erreichte das Schiff am 4. Oktober 1618 Goa.
Am 22. Juli 1619 erreichte die Gruppe dann China und die kleine portugiesische Kolonie Macau gegenüber der Küstenstadt Hongkong. Hier mussten sich die Ankömmlinge zunächst vier Jahre aufhalten, weil in Peking die jesuitischen Missionare gerade vom chinesischen Hof vertrieben worden waren. Den Aufenthalt in Macao nutzte die Gruppe zum Erlernen der chinesischen Sprache.
Die Gruppe geriet in eine frühkolonialistische Auseinandersetzung. Ein niederländisches Schiffskommando versuchte Macao zu erobern. An der militärischen Verteidigung beteiligten sich die Missionare; sie verfügten über hinreichende waffentechnische Kenntnisse, reparierten vier alte Kanonen und erreichten mit deren Einsatz die Vertreibung der Angreifer. Schall soll den niederländischen Hauptmann selbst gefangen genommen haben.

### Leben in China
In Peking war man an den fachkundigen Personen aus Europa interessiert. 1623 konnte sich die jesuitische Gruppe in Peking niederlassen. In den Jahren 1627 bis 1630 war Schall in Singanfu (heute Xi’an) als Seelsorger tätig. Ab 1630 wirkte er wieder in Peking.
Er veröffentlichte in diesem Jahr in chinesischer Sprache den Traktat über das Fernrohr. Darin findet sich eine Zeichnung über das Planetensystem, bei dem die Erde im Mittelpunkt steht, die Sonne und der Mond um die Erde kreisen und die Planeten wiederum um die Sonne. Dies entsprach dem Theoriestand des Astronomen Tycho Brahe (1546–1601), der von der Kirche toleriert wurde. Schalls Kenntnisse entsprachen jedoch auch den Vorstellungen des Nikolaus Kopernikus. Nur aufgrund seines Einfühlungsvermögens der chinesischen Kultur gegenüber vertrat er diese Erkenntnis nicht. Es war die Zeit, in der der Vatikan Galileo Galilei bedrohte.
Im Jahr 1630 wurde Schall zusammen mit Giacomo Rho vom kaiserlichen Hof mit der aufwändigen Reform des chinesischen Kalenders beauftragt, einer Arbeit, die gerade erst von Johannes Schreck aufgenommen, dann aber wegen dessen Todes abgebrochen worden war. Als Nachweis für die legitime Herrschaft des jeweiligen Herrschers hatte der Kalender politische Bedeutung und enthielt auch Vorschriften für das tägliche Leben. Für diesen Auftrag musste Schall lateinisch geschriebene Fachbücher ins Chinesische übersetzen, eine Schule für mathematische Berechnungsaufträge aufbauen und astronomische Instrumente modernisieren lassen. Für Schalls kopernikanisches Weltbild und konfessionspolitische Offenheit spricht, dass der Protestant Johannes Kepler im Kontakt mit Schall 1632 seine Rudolfinischen Tafeln nach Peking sandte, um die Kalenderarbeiten zu unterstützen. 1634 baute Schall das erste galileische Fernrohr in Peking. 1635 wurde das Kalenderwerk veröffentlicht. Beide befinden sich heute noch in Peking.
Schall und die anderen Jesuiten bemühten sich parallel um die christliche Mission einer Schicht chinesischer Bürger und Hofbeamten. Hier bildeten sich viele Gemeinden (die Pekinger war die wichtigste), in der chinesische Ansichten, Lebensgewohnheiten und Riten mit christlichen Anschauungen und Lebensgestaltungen eine Symbiose eingingen. Die Koexistenz mit dem Konfuzianismus, die Beibehaltung der Ahnenverehrung bei christlich getauften Chinesen und auch die von den Jesuiten benutzte Gottesbezeichnung „Tianzhu“ (Tien tschu, 天主,  Tiānzhǔ – „Herr des Himmels“) – dies und Weiteres stieß auf Widerspruch bei ebenfalls in Peking weilenden Dominikanern und Franziskanern, die nach Rom meldeten, dass die Jesuiten Irrlehren verbreiten würden. Im Vatikan entbrannte der Ritenstreit.
1640 übersetzte Schall Georgius Agricolas De re metallica ins Chinesische und stellte das Werk am Kaiserhof vor. 1642 lenkte er die Produktion von hundert Kanonen für das Kaiserhaus, welches von den Mandschu angegriffen wurde. 1644 wurde er nach einer wiederholt erfolgreichen astronomischen Prognose zum Präsidenten des kaiserlichen astronomischen Instituts berufen. Zwischen 1651 und 1661 wurde er zusätzlich einer der wichtigsten Berater des ersten Mandschu-Kaisers Shunzhi, dem, 1644 als Kind auf den Thron gekommen, Schall ein väterlicher Lehrer gewesen war. Shunzhi beförderte Schall 1658 zum Mandarin 1. Klasse und 1. Grades.
Als 1661 der Kaiser Shunzhi plötzlich starb, behielt Schall zunächst seine Ämter und seine Macht. Nach einer zwischenzeitlichen Beruhigung war der Ritenstreit infolge einer dominikanischen Visitation in Peking wieder entfacht. Schall sah sich einer römischen Anklage gegenüber. Auch seine politisch-wissenschaftlichen Ämter lösten nun erhebliche Kritik aus: Im Vatikan verstärkte sich der Standpunkt, Jesuiten sollten eigentlich keine weltlichen Ämter bekleiden.
1664 erlitt Schall einen Schlaganfall, dessen Folgen sein Sprechvermögen einschränkten. Dies nutzten Gegner bei Hof, um ihn zu beschuldigen, seinerzeit den Tod des Herrschers provoziert zu haben: Er habe absichtlich Ort und Zeit der Beerdigung eines Sohnes von Shunzhi falsch berechnet. Die Anklage, die auch andere Jesuiten betraf, lautete auf Hochverrat, auf Zugehörigkeit zu einer mit der rechten Ordnung unvereinbaren Religionsgemeinschaft und auf Verbreitung falscher astronomischer Lehren. Schall wurde über den Winter 1664/1665 eingekerkert. Nicht angeklagte Jesuiten wurden nach Kanton ausgewiesen. Am 15. April 1665 wurde Schall nach einem Schauprozess für schuldig befunden.
Er hatte sich wegen seiner Behinderung von seinem inzwischen in Peking tätigen Mitbruder Ferdinand Verbiest verteidigen lassen müssen. Für die Strafzumessung war das Justizministerium zuständig. Hier entschied man mit Billigung des kaiserlichen Regenten auf die grausamste Todesstrafe, die das Strafrecht vorsah: Lingchi (Zerstückelung bei vollem Bewusstsein). Doch als sich kurz vor dem Vollstreckungstermin ein heftiges Erdbeben ereignete, wurde dies von den Richtern als göttliche Antwort und als Beweis für Schalls Unschuld interpretiert. Am 15. Mai 1665 wurde Schall auf Veranlassung des neuen Kaisers Kangxi aus der Haft entlassen. Er starb in der Jesuiten-Mission in Peking am 15. August 1666 im Alter von 74 Jahren, ohne dass der Kirchenprozess zu einem Ende gekommen war. Kaiser Kangxi rehabilitierte Schall und ließ ihm persönlich einen noch heute vorhandenen prächtigen Grabstein setzen.

## Einordnung
Adam Schall von Bells Bedeutung wird vordergründig mit der Aussage unterlegt, er sei in der Geschichte der chinesischen Kaiserzeit der höchstrangige Ausländer am Hof gewesen. Für die historische Sicht maßgeblicher ist jedoch: Schall und die Jesuitengruppe insgesamt bauten auf die Kontakte, die in damaligen Bildungsschichten das Chinabild in Europa und das Europabild in China von gegenseitigen Vorurteilen abrücken halfen. Hierfür stehen die „Novissima sinica“ von Gottfried Wilhelm Leibniz, in denen China als kulturelles Vorbild erscheint, oder auch das Faible für Chinoiserien an europäischen Höfen und in der Barockkunst.
Die Jesuiten waren um der Mission willen aufgebrochen. Sie stellten dazu auch strategische Pläne auf, wie man als Missionar in Anpassung an die im Gastland vorherrschenden Sitten aufzutreten habe, welche Bevölkerungsschicht für eine Berührung mit christlichen Gedanken besonders empfänglich sein könnte, welche Assimilation man mit asiatischen Weltanschauungen eingehen könne. Erfolge und Misserfolge zu bewerten, ist hier nicht die Aufgabe. Kaiser Shunzhi persönlich nahm wohl von Adam Schall viel Wissen über das Christentum auf, ließ sich aber nicht taufen. Dass die chinesische Distanz gegenüber Fremden, aber auch generell gegenüber der Macht eine maßgebliche Größe blieb, zeigt die politisch-juristische Behandlung, die Schall erfuhr, nachdem der Kaiser, in dessen Gunst er stand, gestorben war.
Schall und andere machten besonderen Eindruck durch ihre astronomischen Fähigkeiten bei der Voraussage von Sonnen- und Mondfinsternissen. Chinesische Gelehrte verfügten selbst über gute Kenntnisse; die Jesuiten konnten wegen der größeren Präzision ihrer Verfahren überzeugen.
Mit verschiedenen Dekreten, einem letzten im Jahre 1742, beendete der Vatikan den Ritenstreit. Er entzog damit de facto der katholischen Mission eine dauerhafte Chance, in China rezipiert zu werden, die bis 1936 im Verbot der Inkulturation weiter galt.

## Erinnerungsstätten

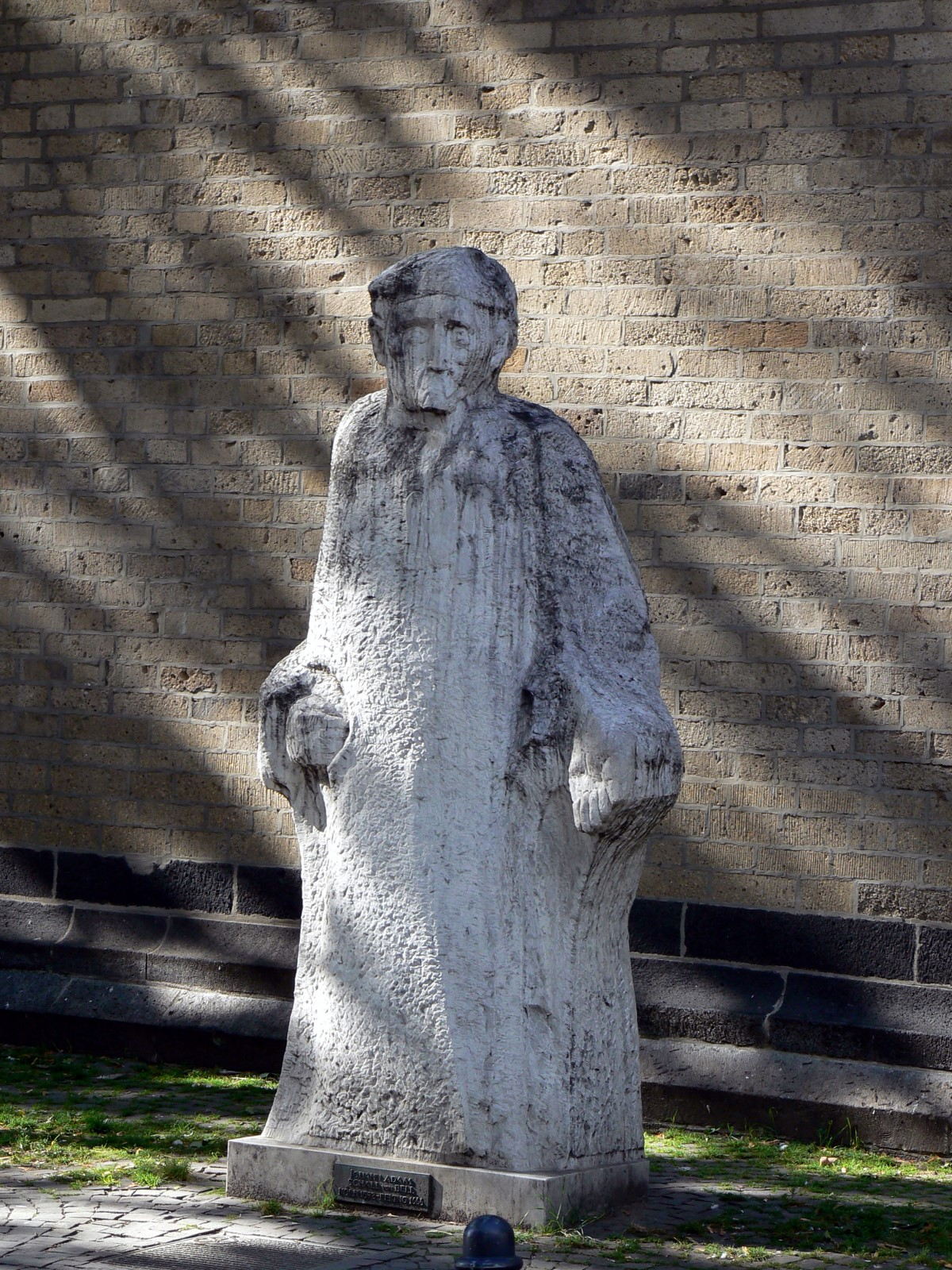
Skulptur Johann Adam Schall von Bells an der Minoritenkirche in Köln

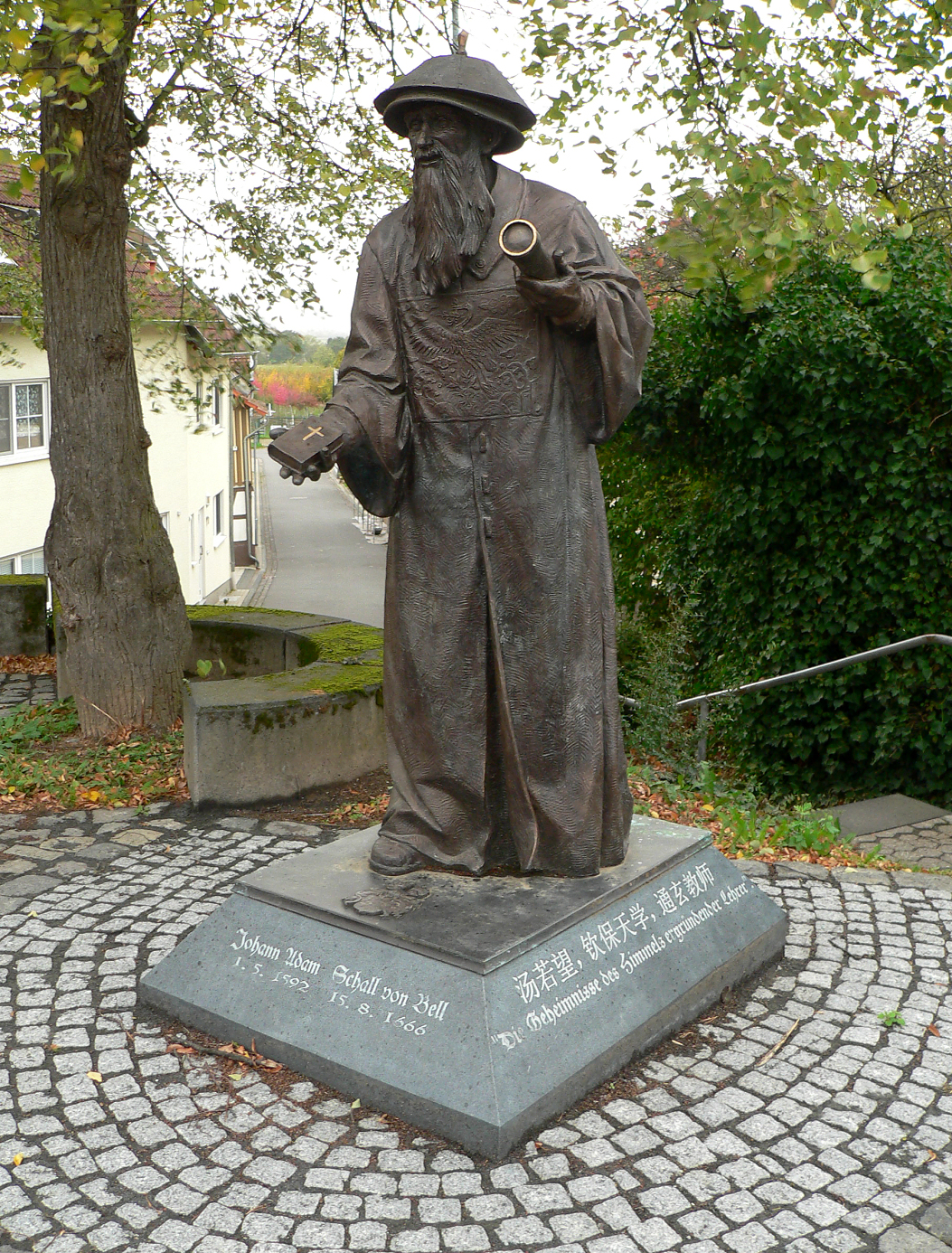
Skulptur in Lüftelberg

Schall von Bells Grabdenkmal befindet sich auf dem ehemaligen Friedhof der Jesuiten, dem unter Denkmalschutz stehenden Zhalan Friedhof, der sich heute auf dem Gelände einer Kaderschule der Kommunistischen Partei befindet (englisch Beijing Administrative College), zehn Gehminuten entfernt von der U-Bahn-Station Chegongzhuang im Pekinger Westbezirk. Auf dem Zhalan-Friedhof wurde auch sein Vorgänger und Mitbruder Matteo Ricci (Lì Mǎdòu) beerdigt.
In Köln gibt es ein Denkmal für Schall in der Minoritenstraße an der Südseite der Minoritenkirche. 1992 hat es die Berliner Werkstatt Carlo Wloch nach einer Stiftung der Deutschen China-Gesellschaft e. V. gestaltet. Auf einer Tafel am Sockel ist zu lesen: „Johann Adam Schall von Bell / Köln 1592 – Peking 1666“. Vor der Statue ist eine Tafel in den Boden eingelassen. Sie zeigt ein Astrolabium und unterrichtet über Schalls Leben. In den beiden letzten Sätzen heißt es, dass Schall „im chinesischen Reich Ehrungen erhielt wie kein Ausländer vor oder nach ihm. 1666 in Peking gestorben, ist sein Andenken bis heute in China lebendig.“ Sein Standbild, das früher am Wallraf-Richartz-Museum in Köln stand, wurde im Zweiten Weltkrieg zerbombt.
In Lüftelberg hat sich die Lüftelberger Dorfgemeinschaft e. V. seit Herbst 2012 dafür eingesetzt, im Ort ein Denkmal für Schall von Bell zu errichten. Es wurde als 1,90 Meter große Bronzeskulptur von dem Quedlinburger Künstler Jochen Müller geschaffen und  am 14. September 2014 in der Petrusstraße in Lüftelberg eingeweiht.
Im Hof des alten astronomischen Observatoriums in Peking befindet sich eine Büste zum Gedenken an Schall.

## Bildliche Darstellungen
Ein Bild in der katholischen Kirche St. Petrus in Lüftelberg stellt Schall von Bell dar. Ein barockes Deckenfresko in der Studienbibliothek des Jesuitenkollegs in Dillingen an der Donau, entstanden um 1737 und gefertigt durch Joseph Ignaz Schilling, zeigt Schall gemeinsam mit seinem Ordensbruder Christoph Scheiner. Das Musée Leblanc-Duvernoy in Auxerre/Frankreich bewahrt einen alten Wandteppich, der Schall von Bell darstellt.

## Straßen
In Meckenheim-Lüftelberg, dem Stammsitz der Familie Schall, gibt es am nördlichen Ortsrand einen Schall-von Bell-Weg. In Frechen, südwestlich von Köln gelegen, ist ebenfalls eine Straße nach Schall von Bell benannt. In Köln, wo er mehrere Jahre zur Schule ging, gibt es im Stadtteil Lindenthal ebenfalls eine Schallstraße.

## Ausstellungen, Archive, Gedenken
Zahlreiche Archivalien, vor allem Schriften und Karten aus Schalls Hand, finden sich in Rom in der Biblioteca Apostolica Vaticana und im Palastmuseum Peking innerhalb der Verbotenen Stadt. Bestände dazu haben auch Bibliotheken und Archive in Köln und in Bonn, etwa die Abteilung für Rheinische Landesgeschichte am Institut für Geschichtswissenschaft der Universität Bonn.
In Köln und in Neuss gab es 1992 zu Schalls 400. Geburtstag Ausstellungen, in Sankt Augustin bei Bonn einen wissenschaftlichen Kongress mit internationaler Beteiligung. In Lüftelberg wurde zu seinem 420. Geburtstag am 1. Mai 2012 durch Ansprachen und Szenen aus seinem Leben an Schall erinnert. Referate zu ihm bot die von der Bonner Gesellschaft für China-Studien und vom Ostasien-Institut Bonn Anfang Mai 2012 in Bonn arrangierte Veranstaltungsreihe „Europa trifft China“.
Das Hörfunkprogramm WDR 5 brachte am  1. Mai 2017 zu Schall von Bells 425. Geburtstag einen Beitrag in der Reihe „Zeitzeichen“. Auch der Deutschlandfunk erinnerte aus diesem Anlass an ihn.
Vom 16. Juni 2019 an ist im Herrenhaus Burg Altendorf in Meckenheim-Altendorf (Rheinland) eine Sonderausstellung zu Schall von Bell zu sehen.
Ende Juni 2019 wurde in fünf Aufführungen Kurt Faßbenders Mysterienspiel „Adam Schall von Bell“ vom Theaterverein Lüfthildis Mysterienspiele in der Lüftelberger St. Petrus-Kirche gezeigt.

## Gesellschaften
Essen ist Sitz der Johann Adam Schall von Bell Gesellschaft Ruhrgebiet zur Förderung der Deutsch-Chinesischen Beziehungen e. V. Sie bietet vor allem im Raum Essen und Düsseldorf Vorträge, Seminare und Tagungen. In Aachen gibt es eine Adam-Schall-Gesellschaft zur Förderung der Deutsch-Chinesischen Beziehungen e. V., die ebenfalls Veranstaltungen zu entsprechenden Themen im Programm hat.

## Briefmarken
1992 erschien zu Schalls 400. Geburtstag eine Sondermarke der Deutschen Bundespost im Wert von 1,40 DM, in Taiwan erschien ebenfalls eine Sondermarke zum selben Anlass und im selben Jahr, jedoch mit anderem Nennwert und anderem Motiv.

## Filme
Am 12. Mai 2008 brachte das ZDF unter dem Titel „Mission Verbotene Stadt“ eine ausführliche Dokumentation zu Schalls Wirken in China.
Am 28. Juli 2018 zeigte arte den zweiteiligen Film „Die Jesuiten und die chinesische Astronomie“, eine französisch-chinesische Produktion. Schall von Bells Arbeit spielt dabei eine wichtige Rolle.
Am 17. Mai 2019 strahlte ORF 2 den Film „Im Reich der Zeit. Chinas Kaiser und die Sterne“ aus, in dem es auch um die Arbeiten Schall von Bells am chinesischen Hof ging.

## Werke
- Historica narratio de initio et progressu missionis Societatis Jesu apud Chinenses, ac praesertim in regia Pequinensi. Wien 1665.
- Historia relatio de ortu et progressu fidei orthodoxae in regno Chinensi per missionarios Societatis Jesu ab anno 1581 usque ad annum 1661. Regensburg 1671.